# Jerzy Odrowąż-Pieniążek

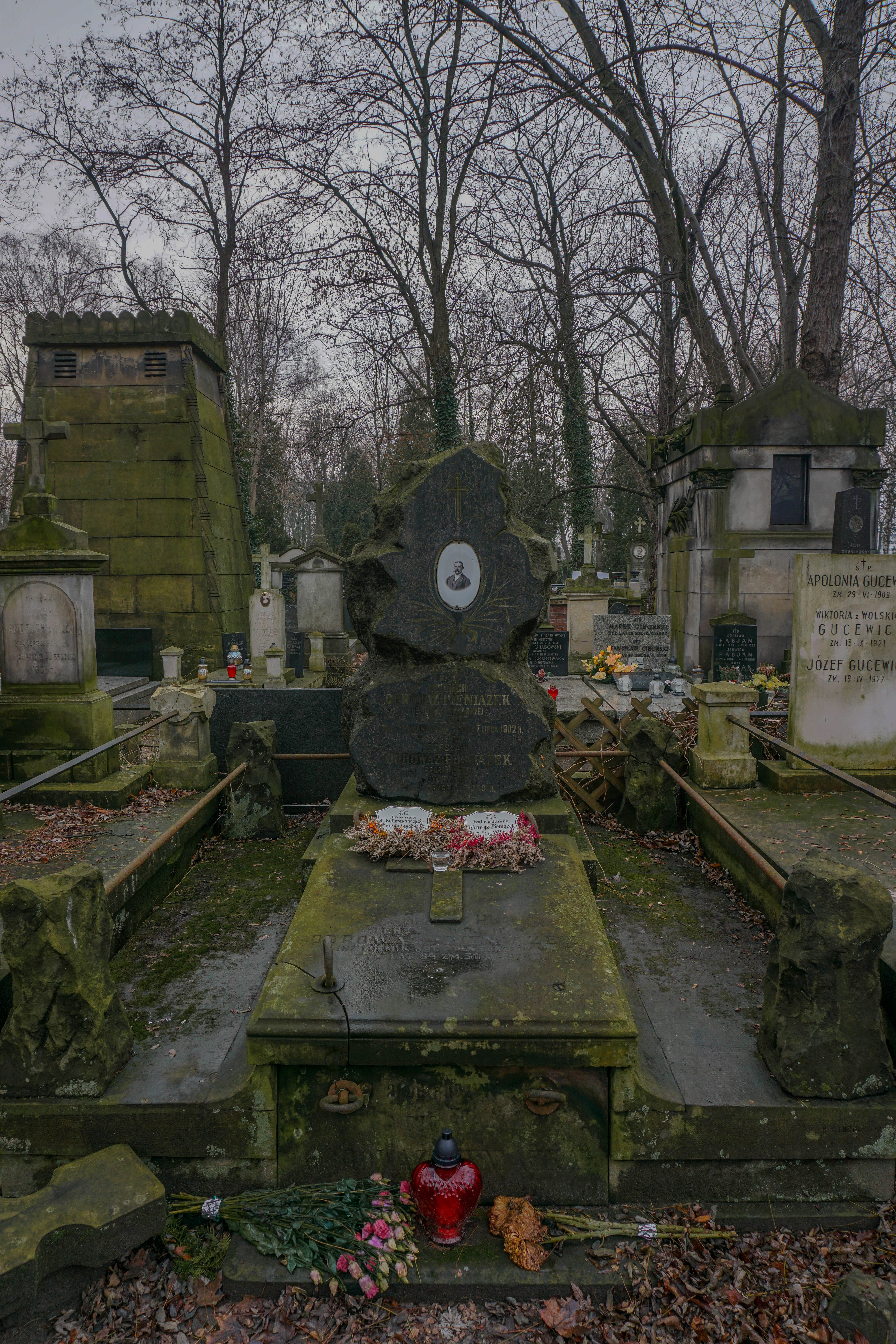
Grób Jerzego Odrowąża-Pieniążka na cmentarzu Powązkowskim

Jerzy Wojciech Odrowąż-Pieniążek także Jerzy Wojciech Pieniążek h. Odrowąż (ur. 10 marca 1890 w Tomaszowicach, zm. 30 grudnia 1974 w Warszawie) – polski inżynier chemik, pisarz, oficer saperów Wojska Polskiego, członek zarządu Polskiego Towarzystwa Heraldycznego.

## Życiorys
Jerzy Pieniążek urodził się w Tomaszowicach w woj. lubelskim jako syn uczestnika powstania styczniowego Wojciecha Stanisława Michała Odrowąż-Pieniążka i Bronisławy Józefy Olizar-Wołczkiewicz h. Chorągwie Kmitów. Miał dwie siostry, które zmarły w dzieciństwie, i brata Czesława (1895–1958). Uczęszczał do szkoły Edwarda Rontalera w Warszawie przy ul. Polnej 46a, a następnie do Gimnazjum im. Króla Stefana Batorego we Lwowie. W 1905 roku uczestniczył w strajku szkolnym.
W latach 1907–1912 studiował na wydziale chemicznym Politechniki Federalnej w Zurychu. W latach 1912–1914 pracował na wydziale chemicznym Politechniki Monachijskiej. W 1914 roku był ochotnikiem wojska francuskiego. W latach 1917–1918 był asystentem prof. Chaima Weizmana w laboratorium admiralicji angielskiej w Londynie. Specjalizował się w gazach bojowych. Kolejno pracował w angielskim ministerstwie lotnictwa i ministerstwie wojny do 1919 roku. W 1919 roku został przydzielony do polskiej misji wojskowej generała Jana Romera w Paryżu. 20 grudnia 1919 został przyjęty do Wojska Polskiego w charakterze urzędnika wojskowego w IX randze, powołany do czynnej służby na czas wojny i przydzielony do Departamentu II Ministerstwa Spraw Wojskowych.
W ramach przygotowań do Bitwy Warszawskiej 28 lipca 1920 roku rozpoczęto budowę umocnień na przedpolach Warszawy. Jerzy Odrowąż-Pieniążek był kierownikiem odpowiedzialnym za przebieg prac na IV odcinku „Zegrze”. 19 stycznia 1921 został przeniesiony z etatu urzędników wojskowych na etat oficerów technicznych, mianowany z dniem 1 września 1920 podporucznikiem saperów, zaliczony do rezerwy z jednoczesnym powołaniem do czynnej służby. Pełnił wówczas służbę w Oddziale II Sztabu Ministerstwa Spraw Wojskowych. Do 1926 służył w II Oddziale Sztabu Generalnego.
Odrowąż-Pieniążek był współzałożycielem Oficerskiego Yacht Klubu Rzeczypospolitej Polski, a także długoletnim członkiem zarządu Polskiego Towarzystwa Heraldycznego. W 1925 roku zawiązał się w Warszawie Polo Klub, pierwszy w Polsce klub konnej gry polo, którego Odrowąż-Pieniążek był współzałożycielem. Aktywnie brał w nim udział m.in. generał Tadeusz Rozwadowski i minister spraw zagranicznych Aleksander Skrzyński. Gazeta „Światowid” nr 17 z 1925 roku zamieściła fotografię Jerzego Odrowąż-Pieniążka na boisku w Warszawie ze Skrzyńskim, kapitanem armii angielskiej Frankiem Worallem i hrabią Józefem Potockim.
Na stopień kapitana został mianowany ze starszeństwem z 19 marca 1939 i 1. lokatą w korpusie oficerów rezerwy saperów. W 1939 roku służył jako dowódca kompanii saperów. W czasie okupacji żołnierz Armii Krajowej ps. „Władysław Jur”. W 1940 roku więziony był w więzieniu Gestapo w alei Szucha, potem przy Daniłowiczowskiej i na Pawiaku. W czasie powstania warszawskiego był jednym z zakładników w Sejmie. Po II wojnie światowej przez jakiś czas był więźniem Gęsiówki, potem pracował jako starszy radca techniczny w Centralnym Urzędzie Planowania, a następnie w Urzędzie Patentowym do 1970 roku.
Zmarł 30 grudnia 1974 roku i pochowany został na cmentarzu Powązkowskim w Warszawie, kwatera 39, rząd 3, miejsce 21,22.
Jerzy Odrowąż-Pieniążek był żonaty z Józefiną Marią Magdaleną Karszo-Siedlewską h. Ogończyk (1907-1977).

## Wybrane dzieła
- W cesarstwie Menelika: przygody myśliwskie, 1930[11]
- Rycerstwo polskie w wyprawie wiedeńskiej pod wodzą Króla Jana III Sobieskiego w roku 1683, 1933[12]
- Abisynja: ognisko niepokoju: z 40 ilustracjami i 6 mapami, razem z: Josef Kalmer, Ludwik Huyn, po 1936[13]
- Więcej niż świadek, 2007[14]